# Karl Vissers
Karl Vissers (Hasselt, 26 oktober 1961) is een Belgische schrijver.

## Biografie
Als schrijver debuteerde Vissers met het verhaal ‘Trouwen’, dat in 1994 de literatuurprijs van de stad Sint-Truiden kreeg. De twee volgende jaren verschenen andere verhalen in diverse Vlaamse en Nederlandse literaire tijdschriften, zoals De Brakke Hond, Dietsche Warande en Belfort, Hollands Maandblad, Kreatief en Maatstaf. 
In 1996 publiceerde Icarus, een imprint van Standaard Uitgeverij, de verhalenbundel ‘Knipogen zoals mama’. De bundel was een van de drie genomineerde boeken voor de Vlaamse debuutprijs 1997. Vissers’ eerste roman werd in 1998 door Manteau uitgegeven; ‘Water wil ik worden’.
‘Vanuit nergens met liefde’, de kroniek van een problematische tienerrelatie, verscheen in 2000, eveneens bij Manteau. Het werd bekroond met de tweejaarlijkse Daan Inghelramprijs voor proza (2001). In de jaren daarop publiceerden De Brakke Hond, Gierik en Kreatief verhalen van zijn hand.  
In 2008 trad Karl Vissers toe tot de Raad van Bestuur van Graphia, de Belgische ex-librisvereniging. Hij werd aangesteld als hoofdredacteur van Boekmerk, het tijdschrift voor ex-libriskunst en kleingrafiek. In die functie verkende hij de nationale en internationale ex-librisscène en schreef hij teksten over de laatste ontwikkelingen in deze specifieke kunstdiscipline. Er staan ruim veertig ex librissen op zijn naam.
In 2022 bracht hij, in samenwerking met Graphia ook een nieuw boek uit: 'Geschiedenis van het moderne Belgische ex libris (1880-2022) '. Het eerste boek dat een chronologisch overzicht geeft van het moderne Belgisch ex Libris. Dit historische verzamelwerk met meer dan 450 afbeeldingen van 300 kunstenaars biedt essentiële achtergrondinformatie en anekdotes in de jarenlange ontwikkeling van deze kunstdiscipline. Het boek werd ook in twee talen uitgebracht om deze blinde vlek in de historie van de Europese kunstgeschiedenis uit te lichten.